# Serie A 1977/1978
Soutěžní ročník Serie A 1977/78 byl 76. ročník nejvyšší italské fotbalové ligy a 46. ročník od založení Serie A. Soutěž začala 11. září 1977 a skončila 7. května 1978. Účastnilo se jí opět 16 týmů z toho 13 se kvalifikovalo z minulého ročníku. Poslední tři týmy předchozího ročníku, jimiž byli UC Sampdoria, US Catanzaro a AC Cesena sestoupili do druhé ligy. Opačným směrem putovali tři týmy, jimiž byli SS Lanerossi Vicenza (vítěz druhé ligy), Atalanta BC a Pescara Calcio.
Titul v soutěži obhajoval klub Juventus FC, který v minulém ročníku získal své 17. prvenství v soutěži.

## Přestupy hráčů
| Jméno                | odkud           | kam              |  |
| -------------------- | --------------- | ---------------- |  |
| Pietro Fanna         | Atalanta BC     | Juventus FC      |  |
| Pietro Paolo Virdis  | Cagliari Calcio | Juventus FC      |  |
| Sergio Gori          | Juventus FC     | AC Hellas Verona |  |
| Ruben Buriani        | AC Monza        | Milán AC         |  |
| Alessandro Altobelli | Brescia Calcio  | FC Inter Milán   |  |
| Mario Bertini        | FC Inter Milán  | Rimini Calcio    |  |
| Salvatore Bagni      | AC Carpi        | AC Perugia       |  |
| Pierino Prati        | AS Řím          | AC Fiorentina    |  |
| Roberto Rosato       | Janov 1893      | US Aosta         |  |

## Složení ligy v tomto ročníku
| Klub                 | Město     | Stadión                             | Kapacita | Trenér                                                                      | 1976/77          |
| -------------------- | --------- | ----------------------------------- | -------- | --------------------------------------------------------------------------- | ---------------- |
| Atalanta BC          | Bergamo   | Stadio Comunale                     | 43 000   | Battista Rota                                                               | Serie B          |
| Bologna FC           | Bologna   | Stadio Comunale                     | 40 000   | Bruno Pesaola                                                               | 12.              |
| AC Fiorentina        | Florencie | Stadio Comunale                     | 58 000   | Carlo Mazzone (do 11. kola) Mario Mazzoni (do 16. kola) Giuseppe Chiappella | Bronzová medaile |
| US Foggia            | Foggia    | Stadio Pino Zaccheria               | 27 000   | Héctor Puricelli                                                            | 13.              |
| Janov 1893           | Janov     | Stadio Luigi Ferraris               | 57 800   | Luigi Simoni                                                                | 11.              |
| FC Inter Milán       | Milán     | Stadio Giuseppe Meazza              | 83 000   | Eugenio Bersellini                                                          | 4.               |
| Milán AC             | Milán     | Stadio Giuseppe Meazza              | 83 000   | Nils Liedholm                                                               | 10.              |
| SSC Neapol           | Neapol    | Stadio San Paolo                    | 81 000   | Gianni Di Marzio                                                            | 7.               |
| AC Perugia           | Perugia   | Stadio Comunale di Pian di Massiano | 28 000   | Ilario Castagner                                                            | 6.               |
| Pescara Calcio       | Pescara   | Stadio Adriatico                    | 34 000   | Giancarlo Cadè                                                              | Serie B          |
| SS Lazio             | Řím       | Stadio Olimpico                     | 66 000   | Luís Vinício (do 24. kola) Roberto Lovati                                   | 5.               |
| AS Řím               | Řím       | Stadio Olimpico                     | 66 000   | Gustavo Giagnoni                                                            | 8.               |
| Juventus FC          | Turín     | Stadio Comunale                     | 71 000   | Giovanni Trapattoni                                                         |                  |
| Turín Calcio         | Turín     | Stadio Comunale                     | 71 000   | Luigi Radice                                                                | Stříbrná medaile |
| AC Hellas Verona     | Verona    | Stadio Marcantonio Bentegodi        | 42 000   | Ferruccio Valcareggi                                                        | 9.               |
| SS Lanerossi Vicenza | Vicenza   | Stadio Romeo Menti                  | 33 000   | Giovan Battista Fabbri                                                      | Serie B          |

## Tabulka
| Poř. | Tým                  | Z  | V  | R  | P  | VG | OG | B  |
| ---- | -------------------- | -- | -- | -- | -- | -- | -- | -- |
| 1.   | Juventus FC          | 30 | 15 | 14 | 1  | 46 | 17 | 44 |
| 2.   | SS Lanerossi Vicenza | 30 | 14 | 11 | 5  | 50 | 34 | 39 |
| 3.   | Turín Calcio         | 30 | 14 | 11 | 5  | 36 | 23 | 39 |
| 4.   | Milán AC             | 30 | 12 | 13 | 5  | 38 | 25 | 37 |
| 5.   | FC Inter Milán       | 30 | 13 | 10 | 7  | 35 | 24 | 36 |
| 6.   | SSC Neapol           | 30 | 8  | 14 | 8  | 35 | 31 | 30 |
| 7.   | AC Perugia           | 30 | 10 | 10 | 10 | 36 | 35 | 30 |
| 8.   | AS Řím               | 30 | 8  | 12 | 10 | 31 | 34 | 28 |
| 9.   | Atalanta BC          | 30 | 6  | 15 | 9  | 28 | 32 | 27 |
| 10.  | AC Hellas Verona     | 30 | 6  | 14 | 10 | 25 | 30 | 26 |
| 11.  | SS Lazio             | 30 | 8  | 10 | 12 | 31 | 38 | 26 |
| 12.  | Bologna FC           | 30 | 7  | 12 | 11 | 21 | 32 | 26 |
| 13.  | AC Fiorentina        | 30 | 7  | 11 | 12 | 28 | 37 | 25 |
| 14.  | Janov 1893           | 30 | 5  | 15 | 10 | 23 | 33 | 25 |
| 15.  | US Foggia            | 30 | 8  | 9  | 13 | 28 | 43 | 25 |
| 16.  | Pescara Calcio       | 30 | 4  | 9  | 17 | 21 | 44 | 17 |

Poznámky
- Z = Odehrané zápasy; V = Vítězství; R = Remízy; P = Prohry; VG = Vstřelené góly; OG = Obdržené góly; B = Body
- za výhru 2 body, za remízu 1 bod, za prohru 0 bodů.
- při rovnosti bodů rozhodovalo skóre

|  | Mistr a přímý postup do PMEZ 1978/79 |
|  | Přímý Postup do Poháru UEFA 1978/79  |
|  | Přímý postup do Poháru PVP 1978/79   |
|  | Sestup do Serie B                    |

## Střelecká listina
Nejlepším střelcem tohoto ročníku Serie A se stal italský útočník Paolo Rossi. Hráč SS Lanerossi Vicenza vstřelil 24 branek.
| P.  | Nár    | Hráč                   | Tým                  | Branky |
| --- | ------ | ---------------------- | -------------------- | ------ |
| 1.  | Itálie | Paolo Rossi            | SS Lanerossi Vicenza | 24     |
| 2.  | Itálie | Giuseppe Savoldi       | SSC Neapol           | 16     |
| 3.  | Itálie | Paolo Pulici           | Turín Calcio         | 12     |
| 3.  | Itálie | Bruno Giordano         | SS Lazio             | 12     |
| 5.  | Itálie | Francesco Graziani     | Turín Calcio         | 11     |
| 5.  | Itálie | Roberto Bettega        | Juventus FC          | 11     |
| 7.  | Itálie | Alessandro Altobelli   | FC Inter Milán       | 10     |
| 7.  | Itálie | Roberto Boninsegna     | Juventus FC          | 10     |
| 7.  | Itálie | Agostino Di Bartolomei | AS Řím               | 10     |
| 10. | Itálie | Roberto Pruzzo         | Janov 1893           | 9      |
| 10. | Itálie | Carlo Muraro           | FC Inter Milán       | 9      |
| 10. | Itálie | Emiliano Mascetti      | AC Hellas Verona     | 9      |

## Vítěz
| Serie A 1977/78 Juventus FC (18. titul) |